# Światosław Nowicki

Dwaj filozofowie, Światosław Nowicki ze swoim ojcem prof. Andrzejem Nowickim, który przywdział szaty wielkiego mistrza Wielkiego Wschodu Polski, 1998 - fot. Ivonna Nowicka.

Światosław Florian Nowicki (ur. 25 stycznia 1947 w Mediolanie) – polski filozof, astrolog, tłumacz i komentator (m.in. Hegla), pisarz.

## Życiorys
Syn profesora filozofii Andrzeja Nowickiego i Zenobii z d. Skrzek (1921–2005).
Absolwent Wydziału Filozoficznego Uniwersytetu Warszawskiego. W latach 1969–1981 wykładał filozofię na różnych warszawskich uczelniach. Tłumacz, znawca i komentator filozofii Hegla. Członek Stowarzyszenia Tłumaczy Polskich. Od 1984 zajmuje się również astrologią – głównie w aspekcie teoretycznym. Członek zespołu redakcyjnego czasopisma Gnosis. Od 16 października 2000 przewodniczący Klubu GNOSIS.

## Życie prywatne
Ze swojego związku z pierwszą żoną Wandą Nowicką ma trzech synów: Floriana, Michała i Tymoteusza. Florian był politykiem Polskiej Partii Pracy, Michał został aktywistą komunistycznym, natomiast Tymoteusz dwukrotnie zdobył puchar świata w kick-boxingu.
Jego drugą żoną jest Magdalena Walulik, malarka i tłumaczka.

## Tłumaczenia wraz z komentarzem (wybór)
- Böhme Jakob, Sześć punktów teozoficznych, Warszawa, PWN, 2013
- Brumlik Micha Gnostycy, marzenie o samozbawieniu człowieka, przekład wraz z Ivonną Nowicką, Gdynia, Uraeus, 1999.
- Hegel Georg, Wykłady z historii filozofii, T. 1-3, Warszawa, PWN, 1994 (t.1), 1996 (t.2), 2002 (t.3).
- Hegel Georg, Encyklopedia nauk filozoficznych, Warszawa, PWN, 1990.
- Hegel Georg, Fenomenologia ducha, Warszawa, Fundacja Aletheia, 2002.
- Hegel Georg, Wykłady z filozofii religii, T. 1-2, Warszawa, PWN, 2006/2007.
- Kojève Alexandre, Wstęp do wykładów o Heglu, Warszawa, Fundacja Aletheia, 1999.

## Publikacje

### Książki
- Cykle zodiaku – wspólnie z Wojciechem Jóźwiakiem, Wydawnictwo Głodnych Duchów, 1991
- Tarot Apokalipsy czyli Magiczny romans mistrza i Magdaleny ku chwale anioła – wspólnie z żoną Magdaleną Walulik, Wydawnictwo Czarna Owca 2011[5]

### Artykuły
- Sylogizm Heglowski, Archiwum Historii Filozofii i Myśli Społecznej, tom 27 (1982)
- Heglowskie pojęcie społeczeństwa obywatelskiego, Studia Filozoficzne nr 9(262) z 1987 roku
- Akustyczny model podmiotowości w ujęciu Heglowskim, Principia tom XVIII/XIX 1997 i tom L 2008
- Heglowska filozoficzna ścieżka rozwoju duchowego, Principia LI-LII 2009